# 大器晩成/乙女の逆襲
「大器晩成/乙女の逆襲」（たいきばんせい/おとめのぎゃくしゅう、英題：A Late Bloomer/A Girl's Counterattack）は、2015年2月4日にアップフロントワークス（hachamaレーベル）から発売されたアンジュルムの最初のシングル。

## 概要
グループ名を「スマイレージ」から「アンジュルム」へと改名後に初めてリリースされるシングル。収録曲の全てがつんく♂が一切プロデュースに関わらない初めてのシングルとなる。また、このシングルより3期メンバー（室田瑞希・相川茉穂・佐々木莉佳子）が正式に参加することとなった。
初回生産限定盤A・B・C・D、通常盤A・Bの6形態での発売。初回生産限定盤はCD+DVD、通常盤はCDのみの商品構成。初回生産限定盤のみ、イベント抽選シリアルナンバーカードが封入されている。通常盤の初回仕様のみ、トレカサイズ生写真ソロ9種+集合1種よりランダムにて1枚封入（通常盤Aは「大器晩成」Ver.、通常盤Bは「乙女の逆襲」Ver.）。

## 構成
大器晩成
フジテレビ系『めちゃ×2イケてるッ!』のエンディングテーマとなっている。
中島卓偉が楽曲提供。後に発売された中島のアルバム「煉瓦の家」にセルフカバーが収録されているが、レコーディングは中島のセルフカバーが先行している。
このほか、2018年3月にはKDDIとKDDI総合研究所との共同制作で当楽曲、および当グループを起用した「音のVR」に対応したコンテンツを制作した。なお、当楽曲とアンジュルムを起用したこのコンテンツは一般向けには2018年3月31日から4月1日までパシフィコ横浜で開催されたハロー!プロジェクトのイベント会場で出展されたほか、同年4月以降よりKDDI直営店の一部や、HMVの一部の店頭でも体験コーナーが展開後、更に同年5月31日から9月30日までの期間限定でスマートフォン・タブレット用の各アプリ（前者・後者共にiOS専用）も配信された。
乙女の逆襲
ハロプロの楽曲の作詞に児玉雨子が起用された最初の曲となった。
この曲の歌詞はあまり考え込んで書かなかったとのことで、採用されたことに驚いたと児玉は語っている。

## チャート成績
2015年2月16日付のオリコンチャートでは初登場2位を記録。売上枚数は2016年発売の「次々続々/糸島Distance/恋ならとっくに始まってる」に超されるまでは、スマイレージ時代を含めてグループ史上最も多い売上枚数となっていた。

## 収録曲

### 通常盤A・初回生産限定盤A・C
1. 大器晩成
  - 作詞・作曲：中島卓偉、編曲：鈴木俊介
  - Drums：佐野康夫、Bass：小松秀行、Percussion：坂井"Lambsy"秀彰、Guitar & Prgramming：鈴木俊介、Chorus：中島卓偉
2. 乙女の逆襲
  - 作詞：児玉雨子、作曲：川辺ヒロシ・上田禎、編曲：CMJK
  - All Instruments：CMJK
3. 大器晩成（Instrumental）
4. 乙女の逆襲（Instrumental）

### 通常盤B・初回生産限定盤B・D
1. 乙女の逆襲
2. 大器晩成
3. 乙女の逆襲（Instrumental）
4. 大器晩成（Instrumental）

### 付属DVD
初回生産限定盤A付属DVD
1. 大器晩成（Music Video）

初回生産限定盤B付属DVD
1. 乙女の逆襲（Music Video）

初回生産限定盤C付属DVD
1. 大器晩成（Dance Shot Ver.）
2. 大器晩成（ジャケット・MV撮影メイキング＆オフショット映像）

初回生産限定盤D付属DVD
1. 乙女の逆襲（Dance Shot Ver.）
2. 乙女の逆襲（ジャケット・MV撮影メイキング＆オフショット映像）

## 参加メンバー
- 1期：和田彩花、福田花音
- 2期：中西香菜、竹内朱莉、勝田里奈、田村芽実
- 3期：室田瑞希、相川茉穂、佐々木莉佳子

## クレジット
大器晩成
- Programming & Guitar：鈴木俊介
- Drums：佐野康夫
- Bass：小松秀行
- Percussion：坂井"Lambsy"秀彰
- Chorus：中島卓偉
- Mix Engineer：堀内陽平

乙女の逆襲
- All Instruments：CMJK
- Chorus：アンジュルム
- Mix Engineer：脇坂了